# USS Indianapolis (CA-35)
USS Indianapolis byl těžký křižník amerického námořnictva třídy Portland. Sesterskou lodí Indianapolisu byl křižník Portland.

## Popis
Výzbroj lodi se skládala z obvyklých devíti 203mm kanónů ve třech věžích, doplněných osmi 127mm kanóny a osmi 12,7mm kulomety. Za války byly odstraněny málo účinné kulomety a protiletadlová výzbroj byla výrazně posílena. V roce 1945 ji tvořilo dvacet čtyři 40mm a čtrnáct 20mm kanónů. Pohonný systém odpovídal třídě Northampton.

## Služba
Indianapolis operoval po celou druhou světovou válku v oblasti Pacifiku. Známým se stal tím, že v červenci 1945 přivezl na ostrov Tinian atomové bomby Little Boy a Fat Man, které byly posléze svrženy na Hirošimu a Nagasaki. Na cestě zpět ho zasáhla dvě torpéda z japonské ponorky I-58. Loď se potopila během 12 minut a spolu s ní asi 300 mužů. V důsledku řady administrativních pochybení nebyl Indianapolis nikde postrádán a zbytek posádky byl až po čtyřech dnech náhodou objeven průzkumným letounem Lockheed PV-1. Ten přivolal hydroplán PBY Catalina, který vzal na palubu 56 trosečníků. Taktéž připlula plavidla, která vylovila zbytek přeživších námořníků. Během čtyř dnů po potopení lodi zahynulo několik stovek námořníků, kteří zemřeli na následky zranění, vyčerpání, dehydratace, otravy slanou vodou a při útocích žraloků. Z přibližně 900 trosečníků bylo zachráněno pouhých 317 (v okamžiku útoku bylo na palubě 1196 osob). Kapitán Indianapolis McVay byl později souzen za ztrátu lodi, jelikož s lodí plul přímo a nekličkoval. Během procesu však velitel I-58, kapitán Hašimoto, vypověděl, že kličkování by jeho útoku nijak nezabránilo. V roce 2000 byl McVay Kongresem Spojených států amerických zbaven odpovědnosti za potopení lodi.
Indianapolis byl poslední americkou velkou válečnou lodí, která byla za války potopena a také lodí, při jejímž potopení zemřelo nejvíce členů posádky.

## Vrak
Dne 19. srpna 2017 byl ve Filipínském moři v hloubce 5500 m objeven vrak lodi. Vrak našel Paul Allen, který pro jeho hledání založil projekt "USS Indianapolis Project".

## Národní památník
Národní památník USS Indianapolis byl slavnostně otevřen 2. srpna 1995.  Nachází se na Canal Walk v Indianapolis. Pomník z vápence a žuly zobrazuje těžký křižník, pod ním jsou uvedena jména členů posádky.